# Prêmio Guarani de Cinema Brasileiro 2000
O Prêmio Guarani de Cinema Brasileiro de 2000 é a quinta edição do Prêmio Guarani, organizada pela Academia Guarani de Cinema. Os indicados foram selecionados de sete produções nacionais exibidas comercialmente no ano de 1999. Nesta quinta cerimônia, houve um aumento no número de produções indicadas relacionada às premiações anteriores, sendo ao total 14 filmes indicados nas categorias.

## Vencedores e indicados
Os vencedores estão em negrito, de acordo com o site Papo de Cinema:
| Melhor Filme | Melhor Direção |
| --- | --- |
| - Por Trás do Pano – Isa Castro - Ação Entre Amigos – Sara Silveira - Coração Iluminado – Héctor Babenco e Francisco Ramalho Jr - Dois Córregos – Sara Silveira                                                                           | - Héctor Babenco – Coração Iluminado - Beto Brant – Ação Entre Amigos - Carlos Reichenbach – Dois Córregos - Luiz Villaça – Por Trás do Pano - Walter Salles e Daniela Thomas – O Primeiro Dia                                                                                      |
| Melhor Atriz | Melhor Ator |
| - Maria Luísa Mendonça – Coração Iluminado como Ana - Denise Fraga – Por Trás do Pano como Helena - Fernanda Torres – O Primeiro Dia como Maria - Júlia Lemmertz – Um Copo de Cólera como a jornalista                                    | - Luís Melo – Por Trás do Pano como Sérgio - Carlos Alberto Riccelli – Dois Córregos como Hermes - Luiz Carlos Vasconcelos – O Primeiro Dia como João - Paulo Betti – Mauá: O Imperador e o Rei como Irineu Evangelista de Sousa - Raul Gazolla – A Hora Mágica como Tito Balcárcel |
| Melhor Atriz Coadjuvante | Melhor Ator Coadjuvante |
| - Fernanda Montenegro – Traição como Joana - Betty Gofman – Até que a Vida nos Separe como Lulu - Ester Góes – Por Trás do Pano como Alexandra - Maitê Proença – A Hora Mágica como Susana / Lyla Van                                     | - Murilo Benício – Até que a Vida nos Separe como Tônio - Cacá Carvalho – Outras Estórias como irmão Dagobé - Chico Diaz – O Tronco como Catulino - Matheus Nachtergaele – O Primeiro Dia como Francisco                                                                            |
| Melhor Roteiro | Melhor Fotografia |
| - Ação Entre Amigos – Beto Brant e Renato Ciasca - Coração Iluminado – Hector Babenco e Ricardo Piglia - Dois Córregos – Carlos Reichenbach - A Hora Mágica – Guilherme de Almeida Prado - Por Trás do Pano – Flavio Souza e Luiz Villaça | - Dois Córregos – Pedro Farkas - Coração Iluminado – Lauro Escorel - A Hora Mágica – Jean-Benoit Crèpon - Orfeu – Affonso Beato - Outras Estórias – José Guerra |
| Melhor Figurino | Melhor Trilha Sonora |
| - Mauá: O Imperador e o Rei – Kika Lopes - A Hora Mágica – Andrea Velloso - Orfeu – Emilia Duncan - Outras Estórias – Kika Lopes | - Dois Córregos – Ivan Lins - A Hora Mágica – Hermelino Neder - Nós Que Aqui Estamos Por Vós Esperamos – André Abujamra e Wim Mertens - Orfeu – Caetano Veloso - Um Copo de Cólera – André Abujamra                                                                                 |
| Melhor Direção de Arte | Revelação do Ano |
| - Mauá: O Imperador e o Rei – Bia Junqueira, Henrique Murthe, Tom Pye e José Joaquim Salles - A Hora Mágica – Luís Rossi - Orfeu – Clovis Bueno - Traição – Toni Vanzolini                                                                | - Marcelo Masagão, diretor, por Nós Que Aqui Estamos Por Vós Esperamos - José Henrique Fonseca, Arthur Fontes e Cláudio Torres, diretores, por Traição |